# Tractor amarillo
Tractor amarillo es el nombre del sencillo del grupo de los años noventa Zapato Veloz, convertido posteriormente en un éxito internacional. Publicado en su primera grabación, Convinado de tacón (sic), fue lanzado al mercado oficialmente en el disco Ponti 'country' la pared, bajo la producción de Mikel Herzog que trabajaba para Virgin Records en España, publicado en 2008.

## Antecedentes
La banda estuvo formada en 1992 por Javier Díaz Gotín, José Carlos Álvarez Fernández y Mario Mosteiro, oriundos de Trubia, Asturias. Mientras José Carlos estaba en el servicio militar, Javier iba componiendo temas, que se gestaron en su primera grabación, Convinado de tacón, que incluía «Tractor amarillo». Tras el lanzamiento del sencillo, el presidente del Grupo Covadonga -asociación cultural y deportiva gijonesa-, Luis Ángel Varela, se interesa en el grupo para actuar en las fiestas de la Santina. Así, el 8 de septiembre de 1991, comienza el mito de Zapato Veloz.
Antes de que grabasen el que sería su primer disco de forma profesional, Víctor abandona la formación, y los demás se trasladan a Barcelona para grabar Ponti 'country' la pared, bajo la producción de Mikel Herzog que trabajaba para Virgin Records en España. El álbum incluía un total de 10 canciones, de entre las que destacaba «Tractor amarillo», lanzado como primer sencillo, posteriormente sacan un maxisencillo con remezclas. Actuaron como cabezas de cartel en las fiestas patronales de media España.
A principios de 1993 sacan su segundo trabajo, de nombre homónimo en el que se lanzan dos sencillos «Manolín el Piruleta» y «La tribu comanche». Fueron invitados en 1993 y 1994 a participar en el Festival Internacional de Música de Acapulco (México), donde coincidieron con cantantes como Sting o Gloria Stefan como cabezas de cartel y con Maná, que actuaban como teloneros de nuestros protagonistas. Pa 'Tokiski' fue su tercer trabajo, publicado a finales de 1993, en el que de 10 canciones.

## Fama internacional
El Tractor Amarillo fue canción del verano de 1992, poniéndose de moda hasta la actualidad, donde ha quedado en el imaginario colectivo hasta de colorear los tractores de color amarillo. 
El ska folklórico de este grupo sonaba allá donde se fuera en aquel verano de 1992, tan inolvidable para los españoles como la letra de esta pegadiza y socarrona canción. Tanto es así que en China, Japón y Rusia aún sigue sonando su letra como un himno generando derechos de autor para su compositor, Javier Díaz Gontín, creándose numerosas versiones en todo el orbe de habla hispana, como la del cubano Roberto Torres.
Con posterioridad, el grupo se reencontró en 2018 de la mano del productor Juan Miguel Osuna realizando directos y nuevas grabaciones de los antiguos temas y de nuevas canciones, conmemorando con ello los 28 años del sencillo «Tractor amarillo», aunque con versiones pop y electrolatino.
A través de la discográfica de Osuna se volvió a lanzar una versión actualizada del tema, junto con otros temas del grupo, en el álbum The Tractor Amarillo returns....

### Barras de fútbol
La canción continúa siendo muy conocida en Hispanoamérica debido a que ha sido versionada por distintas barras de fútbol, siendo particularmente conocida por sus adaptaciones realizadas por seguidores de Colo-Colo, San Lorenzo de Almagro, Chacarita Juniors, Independiente de Medellín, entre otros.